# Felix Jenewein
Felix Jenewein (4. srpna 1857 Kutná Hora – 2. ledna 1905 Brno) byl český malíř a ilustrátor.

## Život
Felix Jenewein pocházel z rodiny Felixe Jeneweina (* 1805), úředníka továrny na tabák v Sedlci u Kutné Hory, a jeho ženy Barbory (* 1818). Měl sestry Filipínu a Barbaru. Otec pocházel z Hallu v Tyrolsku, později rodinu opustil a odstěhoval se na Žižkov.
Na doporučení Antonína Lhoty šel ke zkouškám na pražskou Akademii, kde pak studoval historickou malbu v ateliéru Antonína Lhoty a Jana Sweertse. Ve studiu pokračoval na vídeňské akademii u prof. Josefa Matyáše Trenkwalda, během studií se svým profesorem pracoval na freskové výzdobě Votivního chrámu ve Vídni. Přátelil se s Josefem Tulkou a Maxem Pirnerem, patřil ke generaci Národního divadla. Vyšel z romantismu Mánesova ladění, postupně přešel k nazarenismu a secesi.
14. ledna 1877 narukoval jako jednoroční dobrovolník k 25. pěšímu pluku do Chamulu. 7. srpna 1882 se v kostele sv. Mikuláše ve Vršovicích oženil s učitelkou Marií Stehlíkovou z Kutné Hory (1862–1941), která vydala paměti. O svého bratra pečovala také malířova sestra také Filipína Jeneweinová, učitelka a ředitelka dívčí obecné školy v Praze na Žižkově.
Většinu svého tvůrčího života působil v Praze.
Zúčastnil se soutěže na výzdobu Rudolfina. Uplatnil se jako ilustrátor (časopisy Paleček, Šotek, Zlatá Praha) a v letech 1890–1892 jako profesor kreslení na Uměleckoprůmyslové škole. Od roku 1902 vyučoval v Brně na Vysokém učení technickém. V Brně byl také členem poradního sboru a nákupní komise Moravského zemského muzea.
V Brně předčasně zemřel stižen mrtvicí. Byl pohřben v Kutné Hoře na hornickém hřbitově Všech Svatých.

## Dílo
Vytvořil především sugestivní historická díla, v kterých navazuje na nazarenskou katolickou tematiku a kompozici. V mládí se nesetkal s velkým pochopením pro svá tragická a katastrofická témata i temné barevné ladění. Jeho umělecký názor byl doceněn teprve s nástupem secesního symbolismu. Jeho největší monumentální realizací je výzdoba interiéru kostela Svaté rodiny ve Vídni na Neu-Ottakringu z roku 1898 (malba rodokmenu Kristova a apoštolů). Stěžejním dílem je také šestidílný cyklus kartonů Mor malovaný technikou kvaše, dnes ve sbírce Národní galerie v Praze. Jeneweinovu uměleckou pozůstalost odkoupila Moderní galerie Království českého v Praze.
Město Kutná Hora zřídilo Galerii Felixe Jeneweina, která pravidelně pořádá výstavu z jeho díla. Jeho práce jsou rovněž ve sbírkách GVU v Ostravě a Moravské galerie v Brně.

## Pozůstalost a posmrtné pocty
- Pozůstalost je uložena ve Státním okresním archivu v Kutné Hoře.
- Jeneweinova ulice je v Brně a v Kutné Hoře
- Na rodném domě v Kutné Hoře je umístěna umělcova busta

## Galerie

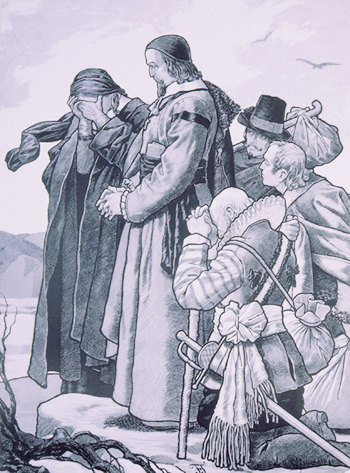
Felix Jenewein – Jan Ámos Komenský se loučí se svou vlastí (1885)
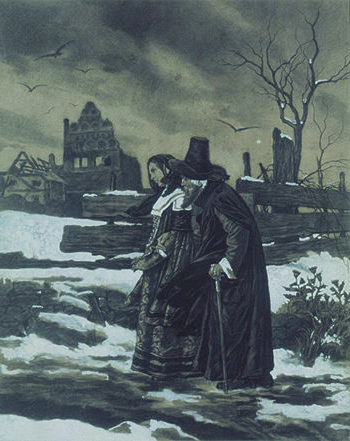
Felix Jenewein – Exulanti (1868)
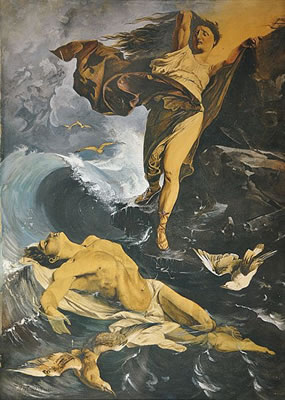
Felix Jenewein – Hero a Leader
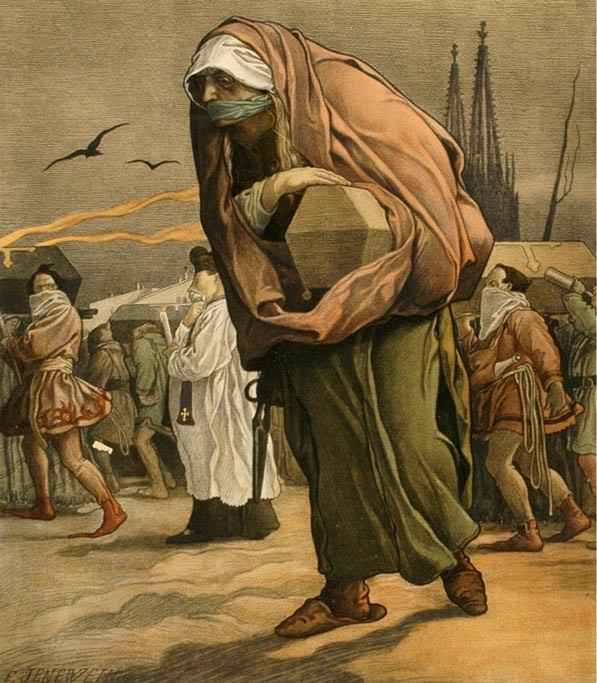
Felix Jenewein – Mor (1901)
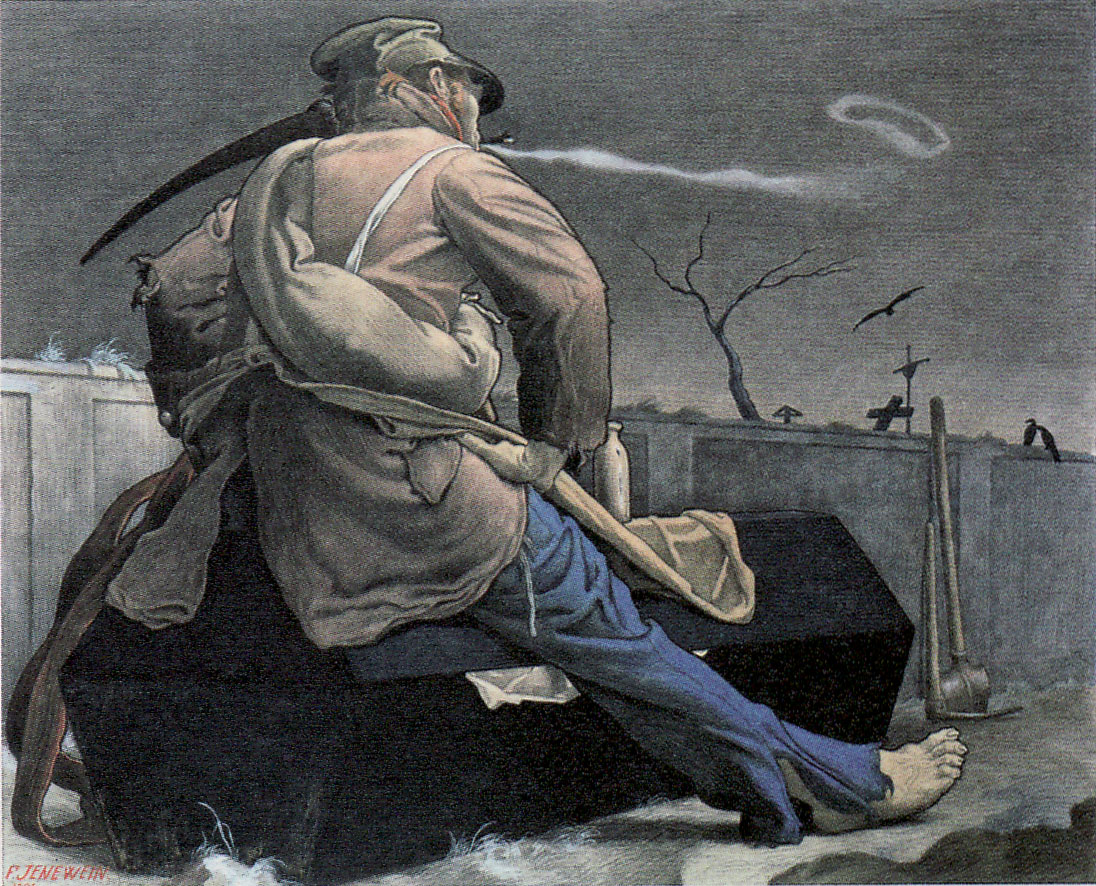
Felix Jenewein – Pohřeb sebevraha (1901)